# Robinio Mundibu
Gabriel Mongala Akelembi (né le 4 novembre 1985), professionnellement connue sous le nom de Robinio Mundibu, est un chanteur, auteur-compositeur et danseur congolais. Akelembi a commencé sa carrière en tant que protégé de Do Akongo et a ensuite travaillé avec Tutu Caludji, un ancien chanteur de Wenge Musica BCBG. En 2009, il a rejoint Wenge Musica Maison Mère avant de se lancer en tant qu'artiste solo en 2014 avec ses premiers singles "Vantard" et "Mbonzimbonzi",,,,.L'année suivante, il a sorti quatre singles "Ye Yo Ok", "Etirette", "Zuwa" et "Compliqué",,

## Biographie
En 2016, Akalembi signe un contrat d'enregistrement avec les labels français EPM et Cantos Music pour son Extended Play (EP) Chiffre 9 à six pistes, qui a obtenu une reconnaissance internationale avec les succès "4 Lettres" et "Tsha Nanu Boye",. Son single "Misu Na Misu", sorti le 6 juin 2019, l'a catapulté vers la célébrité en Afrique avec plus de 30 millions de vues sur YouTube,. Le 26 mai 2021, il a sorti son EP Noir et Blanc,.

## Distinctions

### Albums
- 2015 : Saison 1
- 2016 : Chiffre 9
- 2021 : Noir et Blanc